# Mercedes MGP W02
El Mercedes MGP W02 es un monoplaza de Fórmula 1 diseñado por el equipo Mercedes para competir en la temporada 2011. Es pilotado por Nico Rosberg y el heptacampeón Michael Schumacher.

## Presentación
El Mercedes MGPW02 fue presentado el 1 de febrero de 2011 en el Circuito de Cheste. La presentación consistió en un acto ante la prensa donde los pilotos del equipo destaparon el monoplaza e hicieron una sesión de fotos. Fue puesto en pista por primera vez ese mismo día por Nico Rosberg y Schumacher le siguió ese mismo día.
En los colores se aprecia un mayor dominio del azul-verdoso en detrimento del negro. Los patrocinadores son Mercedes, Petronas, MIG Bank, Aabar, E Postbrief y Autonomy.

## Resultados
(Clave) (negrita indica pole position) (cursiva indica vuelta rápida)
| Año  | Motor                   | Neu. | N.º | Pilotos            | 1   | 2   | 3   | 4   | 5   | 6   | 7   | 8   | 9   | 10  | 11  | 12  | 13  | 14  | 15  | 16  | 17  | 18  | 19  | Puntos | Pos. |
| ---- | ----------------------- | ---- | --- | ------------------ | --- | --- | --- | --- | --- | --- | --- | --- | --- | --- | --- | --- | --- | --- | --- | --- | --- | --- | --- | ------ | ---- |
| 2011 | Mercedes FO 108Y 2.4 V8 | P    |     |                    | AUS | MYS | CHN | TUR | ESP | MON | CAN | EUR | GBR | GER | HUN | BEL | ITA | SIN | JPN | RCO | IND | ABU | BRA | 165    | 4º   |
| 2011 | Mercedes FO 108Y 2.4 V8 | P    | 7   | Michael Schumacher | Ret | 9   | 8   | 12  | 6   | Ret | 4   | 17  | 9   | 8   | Ret | 5   | 5   | Ret | 6   | Ret | 5   | 7   | 15  | 165    | 4º   |
| 2011 | Mercedes FO 108Y 2.4 V8 | P    | 8   | Nico Rosberg       | Ret | 12  | 5   | 5   | 7   | 11  | 11  | 7   | 6   | 7   | 9   | 6   | Ret | 7   | 10  | 8   | 6   | 6   | 7   | 165    | 4º   |